# Philodromus pulchellus
Philodromus pulchellus är en spindelart som beskrevs av Lucas 1846. Philodromus pulchellus ingår i släktet Philodromus och familjen snabblöparspindlar. Inga underarter finns listade i Catalogue of Life.